# Harald Klem
Harald Robert Severin Klem (Tikøb, 1884. június 21. – Koppenhága, 1954. július 24.) olimpiai ezüstérmes dán tornász, úszó.
Az 1906. évi nyári olimpiai játékokon indult tornában és csapat összetettben ezüstérmes lett. (Később ezt az olimpiát a Nemzetközi Olimpiai Bizottság nem hivatalosnak nyilvánította)
Az 1908. évi nyári olimpiai játékokon ismét indult tornában és csapat összetettben a 4. helyen végeztek.
Az 1908. évi nyári olimpiai játékokon még 3 úszószámban is rajthoz állt: 100 méteres gyorsúszásban, 200 méteres mellúszásban és 4 × 250 méteres gyorsváltóban. Egyikben sem nyert érmet
Testvérével, Erik Klemmel lett olimpiai ezüstérmes tornában.
Klubcsapata a Gymnastik- og Svømmeforeningen Hermes volt.